# Malea Cesar
Malea Louise Engesser Cesar (* 9. Dezember 2003 in Newport Beach, Kalifornien) ist eine in den USA geborene philippinische Fußballspielerin.

## Karriere

### Vereine
In ihrer Jugend war sie Teil der Mannschaft der Sunset Highschool. Auch spielte sie in der Academy des Portland Thorns FC. Seit Anfang 2023 ist sie beim australischen Klub Blacktown City FC.

### Nationalmannschaft
Durch ihren Vater ist sie für die philippinische Nationalmannschaft spielberechtigt. Sie wurde dann auch für die Qualifikationsspiele zur Asienmeisterschaft 2022 nominiert, kam hier jedoch nicht zum Einsatz. Danach wurde sie aber auch für die Endrunde nominiert und machte hier ihr Debüt bei einem 1:0-Sieg über Thailand, bei welchem sie zur zweiten Halbzeit eingewechselt wurde. Am Ende half sie ihrer Mannschaft dann erstmals in der Geschichte dieser ins Halbfinale einzuziehen. Dies qualifizierte ihr Team dann auch für die Weltmeisterschaft 2023.